# Iglesia de San Miguel (Soriguerola)
La iglesia de Sant Miquel de Soriguerola, está situada en la entidad de población de Soriguerola, perteneciente al municipio de Fontanals de Cerdanya en la comarca de la Baja Cerdaña.
Se encuentra documentada en el testamento del conde Wifredo II de Cerdaña, del año 1035 en el que deja en alodio a Soriguerola y su iglesia a su esposa. Esta iglesia fue saqueada por las tropas cátaras en el año 1198.

## Edificio

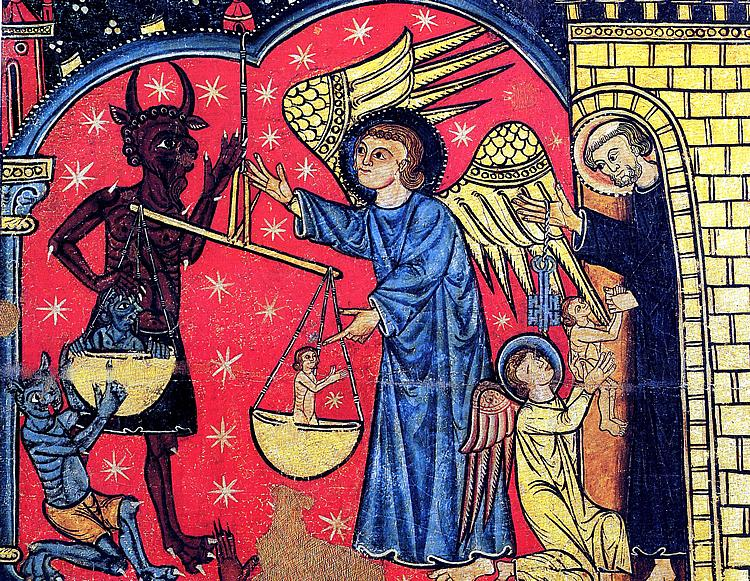
Detalle del frontal de la iglesia de Sant Miquel de Soriguerola.

Su construcción es pequeña, corta y baja, de nave única rectangular con el ábside semicircular con bóveda de cuarto de esfera y la de la nave ligeramente apuntada.
En el exterior, el frontispicio situado en la parte meridional está construido con hileras de opus spicatum y es donde tiene situado, descentrado, un pequeño campanario de espadaña. En el ábside también se aprecia el opus spicatum y una ventana del tipo aspillera en su centro.

## Pintura

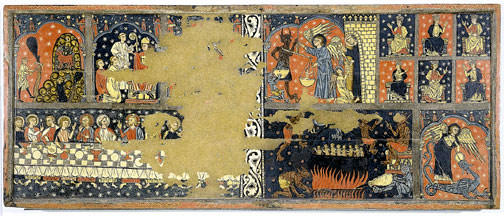
Frontal de San Miguel

Procedente de esta iglesia se encuentra en el Museo Nacional de Arte de Cataluña, en Barcelona, un Frontal de San Miguel, un frontal de altar pintado sobre madera, representando la psicostasis con san Miguel y el demonio pesando las almas; en el registro bajo se encuentra la escena de la Santa Cena así como la lucha de san Miguel con el dragón. La pintura está atribuida al llamado maestro de Soriguerola.
Una imagen románica del siglo XII de una Virgen con Niño, desapareció en la guerra civil española del año 1936.